# Club Kids
Club Kids — молодіжна субкультурна спільнота у нью-йоркських клубних осередках, яку очолювали Майкл Еліг і Джеймс Сент-Джеймс (здебільшого, наприкінці 1980-х і на початку 1990-х років). Група вирізнялася складними, епатажними і відвертими костюмами, а також вживанням наркотиків, зокрема: екстазі, кетаміну, кокаїну і героїну. Багато з них отримали імена і образи від Еліга, засновника цієї мікрокультури.
Популярність і вплив Еліга виросла дуже швидко, і в якийсь момент він отримував велику платню в кількох клубах, що належали Пітеру Гатьєну. Ця молодь, на чолі з Майклом ефектно з'являлися на вечірках зі своєю свитою, і їх поведінка привертала клієнтів та увагу до клубів. Еліг і Club Kids також почали проведення незаконних «outlaw» паті в різних громадсько-суспільних місцях, у тому числі в фаст-фудах, старих станціях метрополітену, парках тощо. Тому їх постійно переслідувала поліція і звертало увагу безліч ЗМІ. У розпал їхньої культурної популярності, Club Kids пішов у турне по Сполучених Штатах і з'явився на кількох ток-шоу, таких як: Geraldo, The Joan Rivers Show, і «Шоу Філа Донаг'ю».
Після вбивства Анджела Мелендеса Майклом Елігом (і подальшого ув'язнення Майкла), увага ЗМІ до Еліга ті інших Club Kids була надзвичайно велика, але після цього почався занепад субкультури, але не цілковите її зникнення.
У 1998 році вийшов документальний фільм Party Monster: The Shockumentary і художній фільм у 2003 році Party Monster — режисера Фентона Бейлі та Ренді Барбато. Фільми були засновані на спогадах із книги Кривава дискобаня одного з Club Kids — Джеймса Сент-Джеймса, автобіографічного твору його життя. Сюжет зосереджений на подробицях вбивства «Angel» Мелендеса Майклом Елігаом і «Freeze» Ріггсом.

### Відеоматеріали у вільному доступі
- Michael Alig & The Club Kids Party at Paddles[недоступне посилання з червня 2019] (англ.)
- Club Kids Michael Alig & DJ Keoki Interview [1988 Part 1][недоступне посилання з червня 2019] (англ.)
- Party Monster the Shockumentary, Club Kids Killing For Fame[недоступне посилання з червня 2019] (англ.)
- «New York Club Kids on Phil Donahue talkshow 1993»[недоступне посилання з червня 2019] — повний випуск телешоу за участі Club Kids. (англ.)
- «Club Kids on Donahue»[недоступне посилання з червня 2019] (1 частина) (англ.)
- The Joan Rivers Show — «Club Kids interview»[недоступне посилання з червня 2019] (фрагмент) (англ.)
- «Club Kids fashion» — show Joan Rivers[недоступне посилання з червня 2019] (англ.)
- Rupaul and Club Kids on Geraldo[недоступне посилання з червня 2019] (англ.)
- Rupaul and Club Kids on Geraldo (2 частина)[недоступне посилання з червня 2019] (англ.)